# A1 Ethniki 2024-25
La A1 Ethniki 2024-25 fue la edición número 85 de la liga griega y la número 33 con el formato actual y la denominación de A1 Ethniki, la máxima competición de baloncesto de Grecia. La temporada regular comenzó el 5 de octubre de 2024 y finalizó en junio de 2025 con los playoffs. El campeón fue el Olympiacos, que conseguía así su decimoquinto título.

## Equipos temporada 2024-25
Los equipos del AONS Milon y el Panionios BC lograron el ascenso desde la A2 Ethniki, pero los primeros decidieron, tras consultar en asamblea general con sus aficionados, no aceptar la plaza de ascenso.
El AS Apollon Patras descendió, tras tres años en la máxima categoría.
| Club              | Ciudad             | Pabellón                                       | Cap.   | Temp. |
| ----------------- | ------------------ | ---------------------------------------------- | ------ | ----- |
| AEK               | Atenas             | Centro Olímpico Ano Liossia                    | 8327   | 57    |
| Aris              | Salónica           | Alexandrio Melathron                           | 5090   | 60    |
| Maorussi          | Marusi             | Maroussi Saint Thomas Indoor Hall              | 1700   | 24    |
| Karditsas         | Karditsa           | Nuevo pavellon de Karditsa «Y. Bourousis»      | 3007   | 1     |
| Kolossos          | Rodas              | Pale de sport «Kallithea»                      | 1400   | 17    |
| Lavrio Megabolt   | Lavrio             | Pavellón de Lavrio                             | 1700   | 8     |
| Olympiacos        | El Pireo           | Estadio de la Paz y la Amistad (SEF)           | 12 000 | 55    |
| Panathinaikos     | Atenas             | Olympic Indoor Hall                            | 18 500 | 60    |
| Panionios BC      | Nea Smirni         | National Athletic Center Glyfada Makis Liougas | 2272   | 51    |
| PAOK              | Salónica           | PAOK Sports Arena                              | 8162   | 59    |
| Peristeri         | Atenas (Peristeri) | Pavellón «Andreas Papandréu»                   | 4000   | 24    |
| Promitheas Patras | Patras             | Pavellón «Dimitris Tofalos»                    | 5500   | 7     |

## Temporada regular
|                                                     | Equipo              | Pts | J  | G  | P  | PF   | PC   | DP   |
| --------------------------------------------------- | ------------------- | --- | -- | -- | -- | ---- | ---- | ---- |
| 1                                                   | Panathinaikos       | 44  | 22 | 22 | 0  | 2065 | 1675 | 390  |
| 2                                                   | Olympiacos El Pireo | 42  | 22 | 20 | 2  | 1965 | 1617 | 348  |
| 3                                                   | AEK                 | 36  | 22 | 14 | 8  | 1871 | 1781 | 90   |
| 4                                                   | Promitheas Patras   | 33  | 22 | 11 | 11 | 1790 | 1815 | -25  |
| 5                                                   | Karditsas           | 33  | 22 | 11 | 11 | 1683 | 1725 | -42  |
| 6                                                   | PAOK                | 32  | 22 | 10 | 12 | 1738 | 1810 | -72  |
| 7                                                   | Panionios           | 31  | 22 | 9  | 13 | 1696 | 1739 | -43  |
| 8                                                   | Aris                | 31  | 22 | 9  | 13 | 1699 | 1839 | -140 |
| 9                                                   | Peristeri           | 30  | 22 | 8  | 14 | 1677 | 1810 | -133 |
| 10                                                  | Lavrio              | 29  | 22 | 7  | 15 | 1759 | 1873 | -114 |
| 11                                                  | Kolossos            | 28  | 22 | 6  | 16 | 1720 | 1798 | -78  |
| 12                                                  | Maorussi            | 27  | 22 | 5  | 17 | 1705 | 1886 | -181 |
| Fuente: Κανονική Περίοδος; actualización automática |                     |     |    |    |    |      |      |      |

## Play-out
Los equipos que ocuparon el 11.º y 12.º lugar en la temporada regular, junto con los dos equipos que fueron eliminados del torneo play-in, participarán en el play-out. Se enfrentaron en una liguilla a doble vuelta. El último equipo desciendió a la A2 Ethniki.
| Pos. | Equipo         | PJ | G  | P  | PF   | PC   | DP   | Pts | Clasificación o descenso   |
| ---- | -------------- | -- | -- | -- | ---- | ---- | ---- | --- | -------------------------- |
| 9    | A.S. Aris      | 28 | 13 | 15 | 2232 | 2359 | −127 | 41  |                            |
| 10   | Kolossos Rodou | 28 | 10 | 18 | 2280 | 2289 | −9   | 38  |                            |
| 11   | Maroussi       | 28 | 9  | 19 | 2239 | 2407 | −168 | 37  |                            |
| 12   | Lavrio         | 28 | 7  | 21 | 2215 | 2429 | −214 | 35  | Descendido a la A2 Ethniki |

 Fuente: ESAKE

### Resultadoss
| Local \ Visitante | ARI   | KOL   | MAR     | LAV    |
| ----------------- | ----- | ----- | ------- | ------ |
| Aris              | —     | 84–86 | 114–109 | 79–61  |
| Kolossos Rodou    | 98–99 | —     | 99–74   | 120–80 |
| A.S. Maroussi     | 91–68 | 80–74 | —       | 90–85  |
| Lavrio            | 75–89 | 74–83 | 81–95   | —      |

## Play in
|  | Partidos de Play-in | Partidos de Play-in | Partidos de Play-in |           |     | Final por el 8.º puesto | Final por el 8.º puesto | Final por el 8.º puesto |  |   | Posiciones finales | Posiciones finales | Posiciones finales |  |
|  |                     |                     |                     |           |     |                         |                         |                         |  |   |                    |                    |                    |  |
|  |                     |                     |                     |           |     |                         |                         |                         |  |   |                    |                    |                    |  |
|  | 7                   | Panionios           | 92                  |           |     |                         |                         |                         |  |   |                    |                    |                    |  |
|  | 7                   | Panionios           | 92                  |           |     |                         |                         |                         |  |   |                    |                    |                    |  |
|  | 8                   | Aris                | 78                  |           |     |                         |                         |                         |  |   |                    |                    |                    |  |
|  | 8                   | Aris                | 78                  |           | 8   | Aris                    | 78                      |                         |  |   |                    |                    |                    |  |
|  |                     |                     |                     |           | 8   | Aris                    | 78                      |                         |  |   |                    |                    |                    |  |
|  |                     |                     | 9                   | Peristeri | 83  |                         |                         |                         |  |   |                    |                    |                    |  |
|  | 9                   | Peristeri           | 9                   | Peristeri | 83  | 90                      |                         |                         |  |   |                    |                    |                    |  |
|  | 9                   | Peristeri           |                     |           |     |                         |                         |                         |  |   |                    |                    |                    |  |
|  | 10                  | Lavrio B.C.         | 77                  |           |     |                         |                         |                         |  |   |                    |                    |                    |  |
|  | 10                  | Lavrio B.C.         | 77                  |           |     |                         |                         |                         |  | 7 | Panionios          | 7.º                |                    |  |
|  |                     |                     |                     |           |     |                         |                         |                         |  | 7 | Panionios          | 7.º                |                    |  |
|  |                     |                     | 8                   | Peristeri | 8.º |                         |                         |                         |  |   |                    |                    |                    |  |
|  |                     |                     | 8                   | Peristeri | 8.º |                         |                         |                         |  |   |                    |                    |                    |  |
|  |                     |                     |                     |           |     |                         |                         |                         |  |   |                    |                    |                    |  |
|  |                     |                     |                     |           |     |                         |                         |                         |  |   |                    |                    |                    |  |
|  |                     |                     |                     |           |     |                         |                         |                         |  |   |                    |                    |                    |  |
|  |                     |                     |                     |           |     |                         |                         |                         |  |   |                    |                    |                    |  |
|  |                     |                     |                     |           |     |                         |                         |                         |  |   |                    |                    |                    |  |
|  |                     |                     |                     |           |     |                         |                         |                         |  |   |                    |                    |                    |  |
|  |                     |                     |                     |           |     |                         |                         |                         |  |   |                    |                    |                    |  |
|  |                     |                     |                     |           |     |                         |                         |                         |  |   |                    |                    |                    |  |
|  |                     |                     |                     |           |     |                         |                         |                         |  |   |                    |                    |                    |  |
|  |                     |                     |                     |           |     |                         |                         |                         |  |   |                    |                    |                    |  |

## Playoffs
|  | Cuartos de final  | Cuartos de final  |                   |    | Semifinales            | Semifinales            |  |  | Final | Final |
|  |                   |                   |                   |    |                        |                        |  |  |       |       |
|  |                   |                   |                   |    |                        |                        |  |  |       |       |
|  |                   |                   |                   |    |                        |                        |  |  |       |       |
|  | Panathinaikos     | 2                 |                   |    |                        |                        |  |  |       |       |
|  | Panathinaikos     | 2                 |                   |    |                        |                        |  |  |       |       |
|  | Peristeri         | 0                 |                   |    |                        |                        |  |  |       |       |
|  | Peristeri         | 0                 | Panathinaikos     | 2  |                        |                        |  |  |       |       |
|  |                   |                   | Panathinaikos     | 2  |                        |                        |  |  |       |       |
|  |                   | Promitheas Patras | 0                 |    |                        |                        |  |  |       |       |
|  | Promitheas Patras | Promitheas Patras | 0                 | 2  |                        |                        |  |  |       |       |
|  | Promitheas Patras |                   |                   | 2  |                        |                        |  |  |       |       |
|  | ASK Karditsas     | 1                 |                   |    |                        |                        |  |  |       |       |
|  | ASK Karditsas     | 1                 | Panathinaikos     | 1  |                        |                        |  |  |       |       |
|  |                   |                   | Panathinaikos     | 1  |                        |                        |  |  |       |       |
|  |                   | Olympiacos        | 3                 |    |                        |                        |  |  |       |       |
|  | Olympiacos        | Olympiacos        | 3                 | 2  |                        |                        |  |  |       |       |
|  | Olympiacos        |                   |                   | 2  |                        |                        |  |  |       |       |
|  | Panionios         | 0                 |                   |    |                        |                        |  |  |       |       |
|  | Panionios         | 0                 | Olympiacos        | 2  |                        |                        |  |  |       |       |
|  |                   |                   | Olympiacos        | 2  |                        |                        |  |  |       |       |
|  |                   | AEK               | 0                 |    | Tercer y cuarto puesto | Tercer y cuarto puesto |  |  |       |       |
|  | AEK               | AEK               | 0                 | 2  | Tercer y cuarto puesto | Tercer y cuarto puesto |  |  |       |       |
|  | AEK               |                   |                   | 2  |                        |                        |  |  |       |       |
|  | PAOK              | 1                 |                   |    |                        |                        |  |  |       |       |
|  | PAOK              | 1                 | Promitheas Patras | 67 |                        |                        |  |  |       |       |
|  |                   |                   |                   |    |                        |                        |  |  |       |       |
|  | AEK               | 91                |                   |    |                        |                        |  |  |       |       |
|  | AEK               | 91                |                   |    |                        |                        |  |  |       |       |